# نگارستان (ورزقان)
نگارستان یکی از روستاهای استان آذربایجان شرقی است که در دهستان جوشین بخش خاروانا شهرستان ورزقان واقع شده‌است.نزدیک روستای نگارستان روستاهایی ازجمله سرکش وجوشین‌ومزرعه‌چول‌وسقای‌‌واقع‌شده اندنگارستان یک روستای به جامانده ازایران باستان است  که جاهای گردشگری ودیدنی زیادی دارد زیادی دارد .